# نینجا گایدن (بازی ویدئویی ۲۰۰۴)
نینجا گایدن (به انگلیسی: Ninja Gaiden) عنوان یک بازی ویدئویی به سبک اکشن ماجراجویی و هک اند اسلش است که توسط استودیوی تیم نینجا توسعه یافته و به‌وسیلهٔ تکمو برای کنسول ایکس‌باکس منتشر شده‌است. کار ساخت بازی پنج سال به طول انجامید تا اینکه توسط شرکت تکمو در سال ۲۰۰۴ به بازار عرضه شد. داستان بازی دربارهٔ نینجایی حرفه‌ای به نام ریو هایابوسا است که برای به‌دست آوردن شمشیر افسانه‌ای به سرقت رفته تلاش کرده و سپس قصد دارد انتقام قبیله خود را بگیرد.